# Скупштина у Крагујевцу (1813)
Скупштина у Крагујевцу је одржана 1—2. јануара 1813.

## Последња скупштина из Првог српског устанка
Мишљење скупштине одржане y Тополи 17. јула 1812 да ce не може примити одредба да се Срби сами погађају са Турцима, на основу одредбе Букурешког уговора о миру, обистинило ce: Турци су уговор ниподаштавали и тражили безусловну и потпуну предају. Да би добио јасну слику шта ce y народу мисли о току тих преговора, као и да би могао формулисати српске захтеве, Карађорђе је за 1. јануар 1813 године сазвао скупштину y Крагујевцу. Српске захтеве та скупштина формулисала је овако:
- 1 да границе Србије остану онако како су ce y томе часу налазиле;
- 2 да ce Караћорђе утврди за српског врховног старешину;
- 3 да ce ферманом установи самостална унутрашња управа;
- 4 Срби примају y Београд једног царског човека, пашу или везира, са онолико Турака колико ce уговори, y доказ верног поданства и царског господарства земље;
- 5 „Обећавамо ce", стоји y оригиналној записци, — „Светломе Довлету давати свагда и воену помоћ против онога који буде војеват против светлога Довлета; онолику помоћ колику уговоримо, и да ћемо своме цару свагда верно војевати ...";
- 6 Срби преузимају на себе да чувају царске градове „као своје очи и као најбоље царско добро", a ако ce догоди да их не би могли сачувати којом приликом, они ће од Довлета тражити потребну помоћ, a трошак око поправке градова и војни трошкови нека буду по споразуму, царски или српски.

Скупштина одржана 1 и 2. јануара 1813 последња је српска скупштина из првог српског устанка. Катастрофа, брза и велика, оборила је Карађорћеву устаничку и ослобођену Србију, a оа њеном пропашћу пропале су и све њене установе које су, несумњиво, y својој основи имале много доброга, много воље и жеље да ce народни живот уреди на најбољој тада могућој основи.